# Black Mirror (canción)
«Black Mirror» (en español: «Espejo Negro») es el primer sencillo de la banda de indie rock canadiense Arcade Fire en Estados Unidos a partir de su segundo álbum Neon Bible (mientras "Keep the Car Running" es el primero en el Reino Unido).
El sencillo fue anunciado por primera vez por la banda el 19 de enero de 2007 y fue transmitido en su página oficial en "Win's Scrapbook". Fue liberado tres días más tarde, el 22 de enero bajo desde Merge Records.

## Video musical
Un vídeo musical para Black Mirror fue hecho por Olivier Groulx y Tracy Maurice, quien también es responsable de la dirección de arte de Neon Bible y Funeral. La versión interactiva, que permite al espectador para activar los instrumentos de o apagado, es el trabajo de Vincent Morisset.